# 丘神勣
丘神勣（627年—691年），武则天時期的酷吏。

## 生平
丘行恭之子。官至左金吾将军。光宅二年（684年）前往巴州（今四川省巴中市巴州区）監視太子李賢。二月二十七日己卯（3月18日），丘神勣逼李賢自殺，贬为叠州刺史（今甘肃省迭部县）。不久又回洛阳担任左金吾将军。垂拱四年（688年）七月，殘酷镇压李冲在博州（今山東聊城東北）叛乱，時李冲已死，无叛可平，“官吏素服出迎，神勣揮刃盡殺之，凡破千餘家”。李沖之父豫州刺史越王李貞亦起兵豫州（今河南汝南）呼應。武后分遣丘神勣、魏崇裕擊之。
天授年间，有人告发周兴与丘神勣等阴谋造反。天授二年（691年）正月乙未，武则天下令，杀掉丘神勣，五城兵马使武三思监斩，斬於太乙門前的菜市口。
唐朝复辟后，禁止丘神勣的子孙做官。

## 延伸阅读
[在维基数据编辑]
 《舊唐書·卷186上》，出自刘昫《舊唐書》
 《新唐書·卷209》，出自《新唐書》